# Ryssland i Eurovision Song Contest 2017
Ryssland skulle ha deltagit i Eurovision Song Contest 2017 i Kiev, Ukraina. Landet skulle representeras av Yuliya Samoylova med låten "Flame Is Burning" som internt presenterades 12 mars 2017..
Ryssland meddelade i sista minuten att landet deltar i årets Eurovision Song Contest. Ukrainas säkerhetstjänst SBU utreder dock om det finns en möjlighet att förbjuda Julia Samojlova att delta i Eurovision Song Contest 2017 (ESC). Orsaken uppges vara Samojlovas konsert på halvön Krim sommaren 2015. Hon misstänks för att ha brutit mot ett ukrainskt beslut som innebär att utlänningar (icke-ukrainare) som besöker Krim måste ha ett specialtillstånd utfärdat av Ukraina för det.
Eftersom tävlingen hålls i Ukrainas huvudstad Kiev har en del ryska politiker och artister på grund av det manat till bojkott av evenemanget. En talesman för Kreml försäkrar att det inte är någon provokation att skicka Samojlova till Kiev trots att hon har uppträtt på Krim.. den 13 april meddelade Rysslands TV bolag Channel 1 att Ryssland drar sig ur tävlingen. 